# Ogólnopolski Konkurs Poetycki o Laur Kosmicznego Koperka

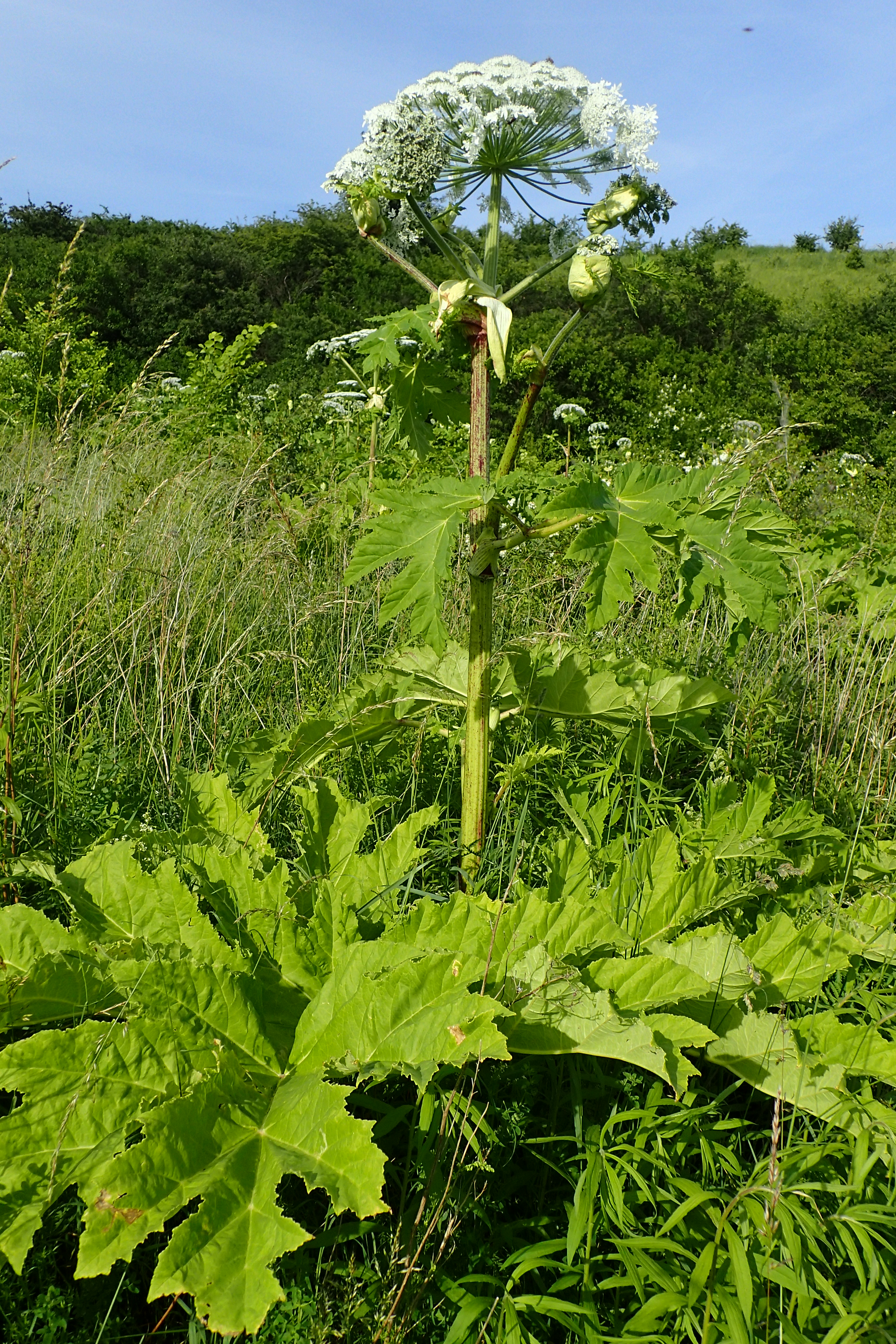
Kosmiczny koperek – Heracleum sosnowskyi

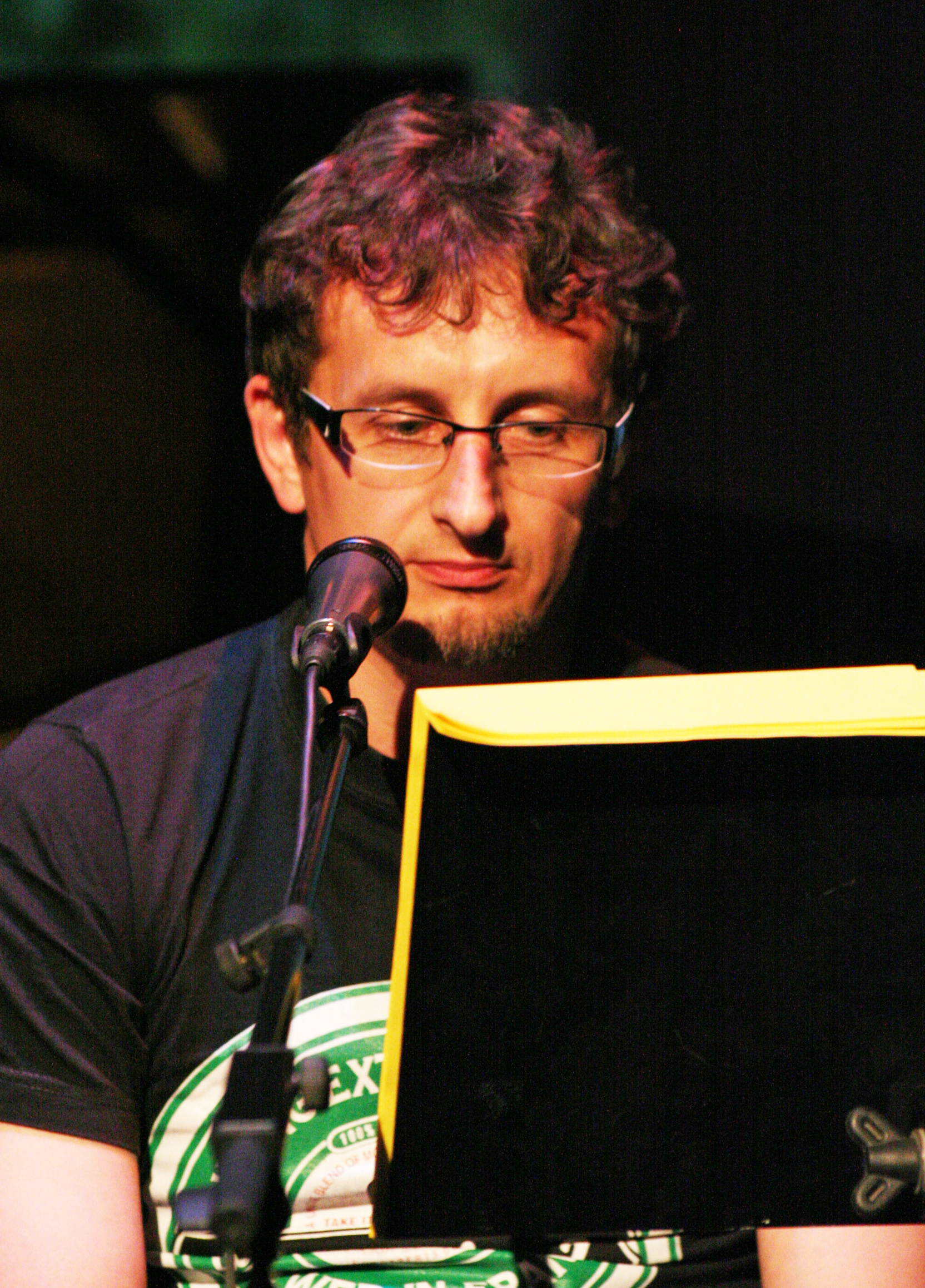
T. Hrynacz

Ogólnopolski Konkurs Poetycki o Laur Kosmicznego Koperka – ogólnopolski konkurs poetycki ogłaszany w latach 1997–2009 w ramach Noworudzkich Spotkań z Poezją, organizowanych przez Miejską Bibliotekę Publiczną i Noworudzki Klub Literacki Ogma w Nowej Rudzie.
W historii Noworudzkich Spotkań z Poezją odbyło się osiem OKP O Laur Kosmicznego Koperka (wyniki ostatniej edycji ogłoszono w styczniu 2009). Ten jedyny w swoim czasie na ziemi kłodzkiej i w regionie wałbrzyskim konkurs poetycki o zasięgu ogólnopolskim wyłonił się z turnieju jednego wiersza rozgrywanego w ramach Noworudzkich Spotkań z Poezją, które miały miejsce w 1996 r.
Od 2015 r. odbywa się Ogólnopolski Konkurs Poetycki im. Zygmunta Krukowskiego.

## I edycja – 1997
Jury: Beata Jaroszewska, Karol Maliszewski, Antoni Matuszkiewicz, Irena Piekarz. Werdykt:
- I nagroda: Edward Popławski z Poznania,
- II nagroda: Marcin Ziolko z Krakowa,
- III nagroda: Hieronim Szczur z Krakowa,
- wyróżnienia m.in.: Jarosław M. Gruzla i Tomasz Hrynacz ze Świdnicy, Anna Fidecka z Warszawy,

## II edycja – 1998

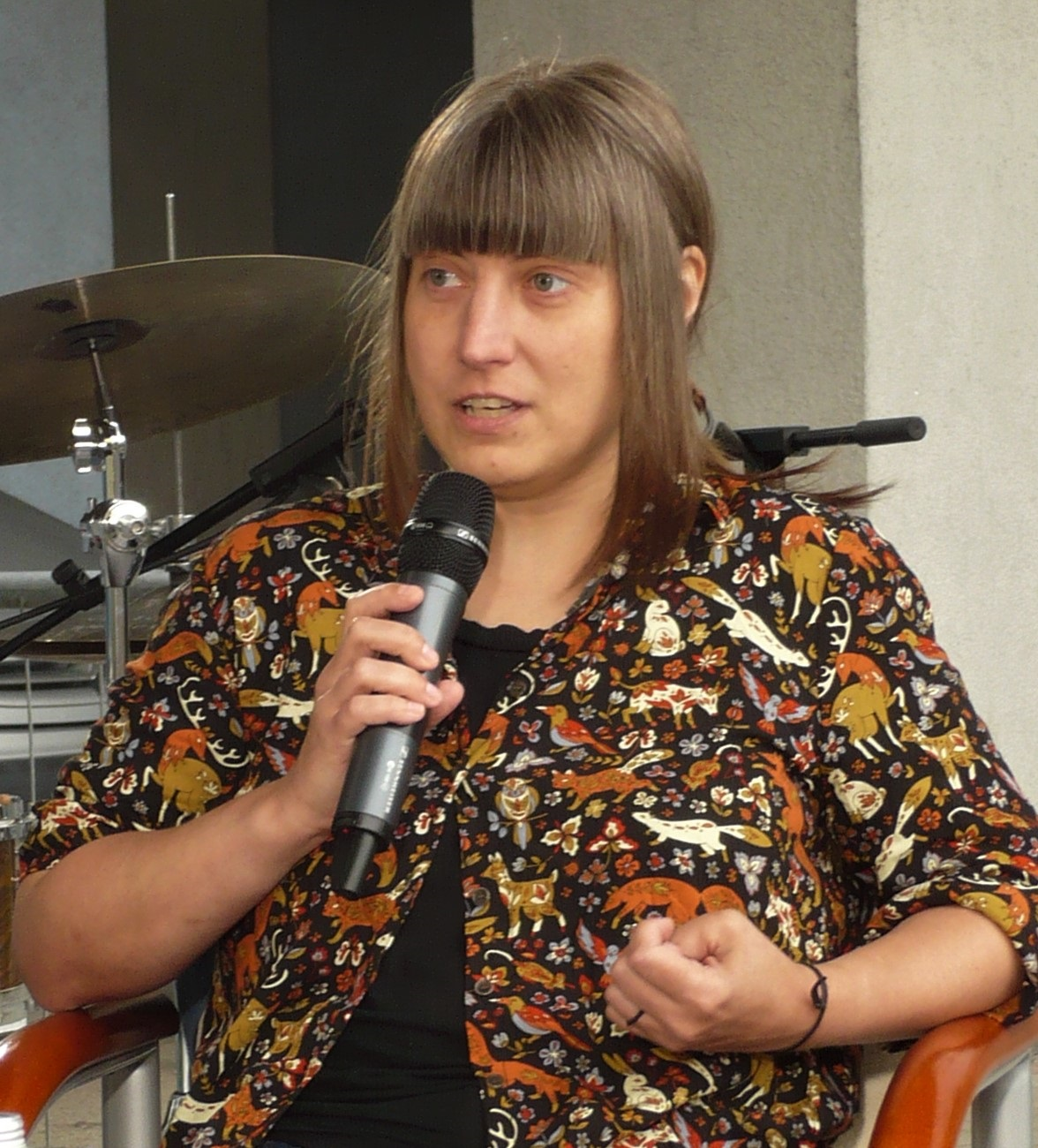
Klara Nowakowska

Jury: Beata Jaroszewska, Karol Maliszewski, Antoni Matuszkiewicz. Werdykt:
- I nagroda: Anna Fidecka z Warszawy, Piotr Brysacz z Zambrowa,
- III nagroda: Piotr Marian Pawlak z Włocławka,
- wyróżnienia m.in.: Stefan Glumford z Gdańska, Grzegorz Krzymianowski z Konstantynowa Łódzkiego, Klara Nowakowska z Warszawy

## III edycja – 1999
Jury: Beata Jaroszewska, Karol Maliszewski, Antoni Matuszkiewicz. Werdykt:
- I nagroda: Mirosław Dragan z Chudoby
- II nagroda: Marcin Jot Czerwiński z Wrocławia
- III nagroda: Robert Brunè z Gdańska,
- wyróżnienia m.in.: Michał Bruno Rybczyński ze Starej Morawy, Katarzyna Ewa Zdanowicz z Krupnik, Danuta Góralska z Wałbrzycha,

## IV edycja – 2001

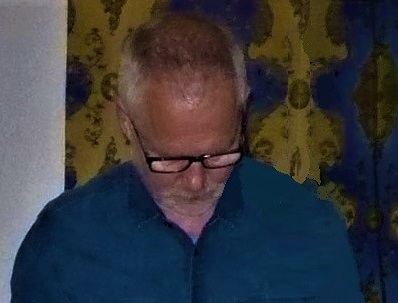
Czesław Markiewicz

Jury: Tomasz Leśniowski, Karol Maliszewski, Antoni Matuszkiewicz. Werdykt:
- II nagroda: Anetta Kuś z Bydgoszczy, Marzena Dąbrowa-Szatko z Krakowa, Czesław Markiewicz z Zielonej Góry,
- wyróżnienia: 12

## V edycja – 2002
Jury: Krzysztof Karwowski, Tomasz Leśniowski, Karol Maliszewski. Werdykt:
- II nagroda: Grażyna Lityńska z Warszawy, Miłosz Kamiński z Jelenia Góry,
- III nagroda: Jacek Karolak z Warszawy
- wyróżnienia m.in.: Urszula Michalak z Łodzi, Monika Mostowik z Krakowa, Paweł Krajewski z Ostrołęki.

## VI edycja – 2006
Jury: Tomasz Leśniowski, Karol Maliszewski. Werdykt:
- I nagroda: Anna Piekara z Warszawy
- II nagroda: Piotr Kuśmirek z Białegostoku,
- III nagroda: Bartosz Konstrat z Lublina

## VII edycja – 2008
Jury: Tomasz Leśniowski, Karol Maliszewski. Werdykt:
- I nagroda: Przemysław Owczarek z Łodzi,
- II nagroda: Czesław Markiewicz z Zielonej Góry,
- III nagroda: Izabela Kawczyńska z Łodzi

## VIII edycja – 2009
Jury: Tomasz Leśniowski, Karol Maliszewski. Werdykt:
- I nagroda: Krzysztof Sokół z Gliwic,
- II nagroda: Dominika Dymińska z Warszawy
- III nagroda: Rafał Gawin z Justynowa.